# Assura plc
Assura plc ist ein britischer Immobilien-Investmentfonds mit Sitz in Altrincham. Er ist ein Entwickler von Gesundheitsimmobilien, plant und baut neue Gebäude, investiert in bestehende Gebäude, verwaltet Portfolios und bleibt Eigentümer dieser Gebäude. Darüber hinaus entwirft, baut, investiert und verwaltet das Unternehmen Gebäude für Hausarztpraxen, Primärversorgung und kommunale Gesundheitsversorgung. Das Unternehmen stellt seinen Kunden Räumlichkeiten zur Verfügung, in denen Diagnose-, Spezialbehandlungs- und psychiatrische Dienste angeboten werden. Assura plc ist Partner des nationalen Gesundheitsdienstes NHS.
Es verfügt über 625 Immobilien (Stand September 2024) im Wert von 3,2 Mrd. £.
Das Unternehmen ist an der Londoner Börse gelistet und Teil des FTSE 250 Index.

## Geschichte
Im Jahre 2003 wird das Unternehmen gegründet. Die ehemalige Muttergesellschaft, „The Medical Property Investment Fund Limited“, ist börsennotiert und investierte in die ersten 19 Gebäude für die Primärversorgung, darunter das Wide Way Medical Centre. Der Firmenname wird 2006 in Assura Group Limited geändert. Im gleichen Jahr wurde das Waters Green Medical Centre in Macclesfield eröffnet, das mit über 60.000 Patienten die größte Patientenliste Englands betreut. Ein Jahr später eröffnete das Gebäude des Eagle Bridge Health and Wellbeing Centre in Crewe, Cheshire, das mehr als 36.000 Patienten versorgt. 2010 wird der Geschäftsbereich Assura Medical an VirginCare verkauft. Das Freshney Green Primary Care Centre in Grimsby wurde vom Magazin HealthInvestor zur „Primary Care Development of the Year“ gekürt. 2011 wurde die Assura Pharmacy-Sparte an Cohen’s Pharmacy verkauft. Im gleichen Jahr erwarb das Unternehmen AH Medical, ein Unternehmen im Bereich der Primärversorgung.
2013 wurde die Gesellschaft in ein Real Estate Investment Trust (REIT) umgewandelt. Das Victoria Park Health Centre in Leicester wurde eröffnet.
Im Jahre 2015 wurde Assura plc in den FTSE 250 Index der Londoner Börse aufgenommen. Eine nationale Überprüfung des NHS-Bestands in England wurde abgeschlossen und zeigte, dass die Fünfjahresprognose ohne Investitionen in Räumlichkeiten nicht umgesetzt werden kann. Die britische Regierung akzeptierte im Jahr 2018 die meisten Empfehlungen des vorgenannten Berichts, einschließlich der Notwendigkeit von Investitionen in Höhe von 10 Milliarden Pfund im gesamten NHS-Bereich, von denen etwa 3 Milliarden Pfund aus privaten Mitteln kommen sollen. Dies eröffnet dem Unternehmen weitere Entwicklungsmöglichkeiten. Im Jahr 2020 wurde der Assura Community Fund gegründet, der Mittel bereitstellen soll, in gesundheitssoziale Projekte zu investieren. 2021 wurde Primärversorger Apollo Capital Projects übernommen. 